# Leopold Bloom
Leopold Bloom é uma personagem idealizada pelo escritor James Joyce, como herói cômico do livro Ulisses.

## Biografia fictícia

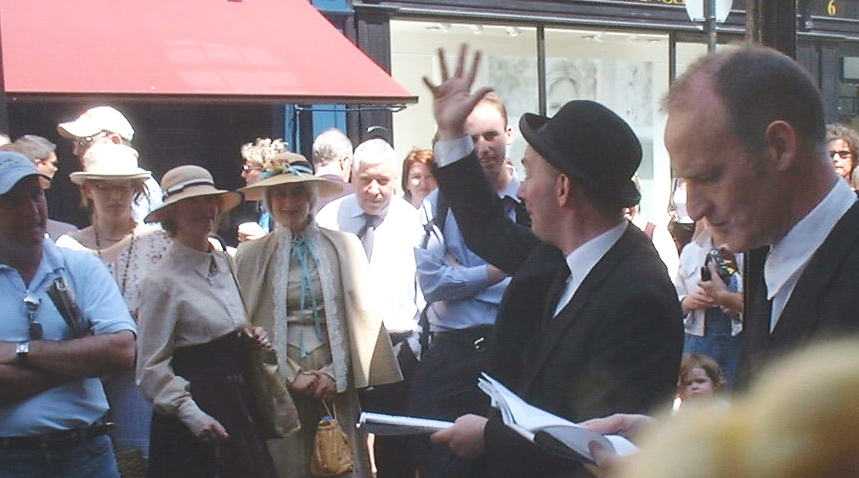
Representação do dia de Leopold Bloom em 2003.

Bloom é filho do judeu húngaro Rudolf Virag e da irlandesa protestante Ellen Higgins, sendo visto como estrangeiro tanto pelos irlandeses como pelos judeus, e tendo conhecimento do iídiche. Por sua herança mista, faz referências tanto ao catolicismo como ao judaísmo ao longo do livro. Em 1888, aceitou a fé católica, para casar-se com Marion Tweedy. Leopold vive os eventos de seu dia representado no livro Ulisses em 16 de junho de 1904.